# فلورنسا هينكلي
فلورنسا هينكلي (بالإنجليزية: Florence Hinkle)‏ هي مغنية أوبرا ومغنية أمريكية، ولدت في 22 يونيو 1885 في كولومبيا في الولايات المتحدة، وتوفيت في 19 أبريل 1933 في سينسيناتي في الولايات المتحدة.